# Cantón Atacames

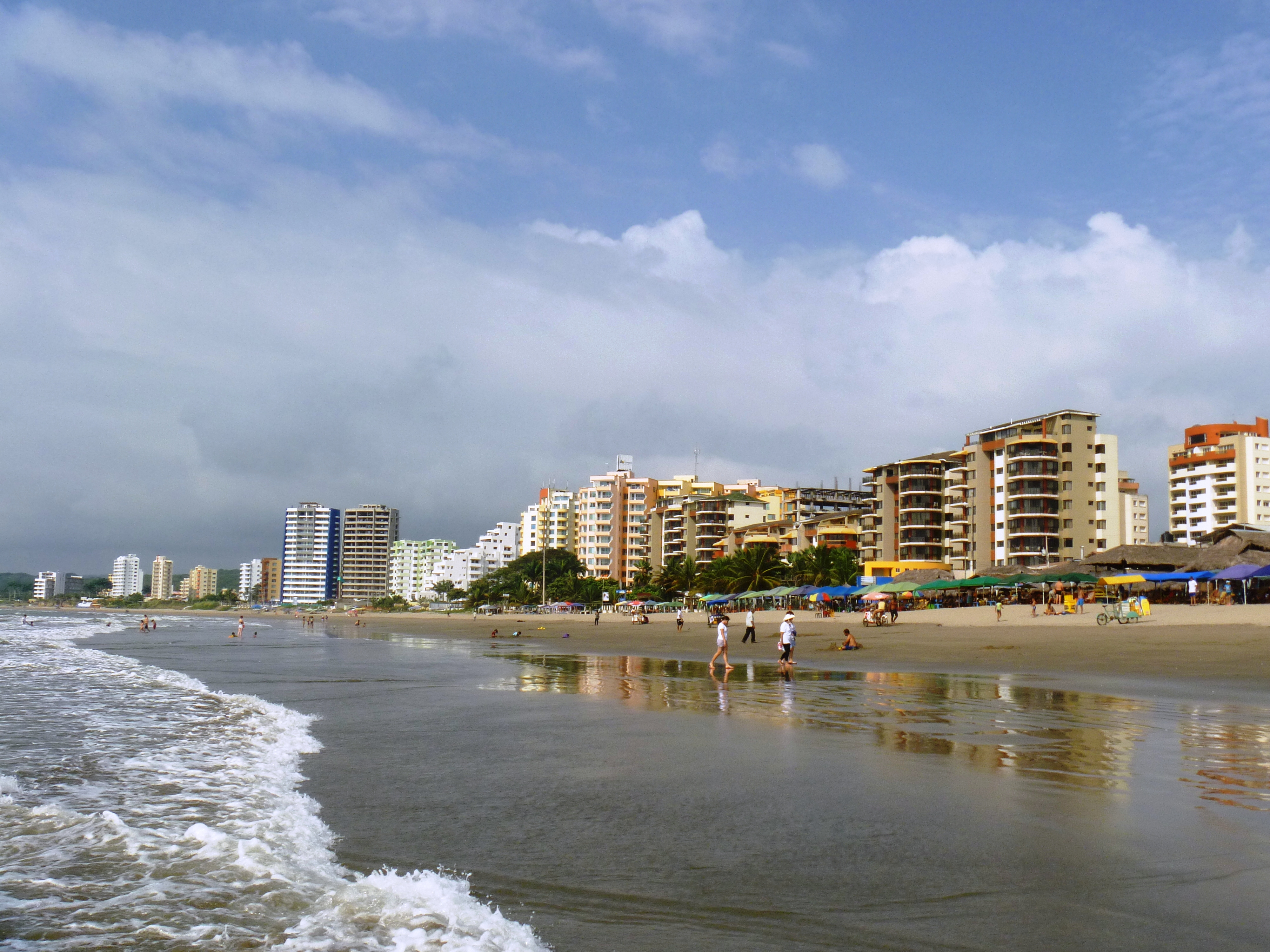
Tonsupa, parroquia del cantón Atacames.

El cantón Atacames es una entidad territorial subnacional situado en la provincia de Esmeraldas, en la costa norte de Ecuador. Su capital es la ciudad de Atacames. En 2005 su población fue de 11,251 habitantes. siendo los afroecuatorianos un grupo muy importante junto a los descendientes de los nativos del pueblo atacames.
El cantón de Atacames tiene uno de los niveles más bajos de pobreza en toda la provincia de Esmeraldas (68% en 2005).
Su principal fuente de economía es turismo, en torno al cual se desarrollan un sinnúmero de actividades comerciales y de recreación.

## Límites
- Al norte el Océano Pacífico
- Al sur con los cantones Muisne y Esmeraldas
- Al este con el cantón Esmeraldas
- Al oeste con el cantón Muisne

## División política
Atacames tiene cinco parroquias:

### Parroquias urbanas
- Atacames (cabecera cantonal)

### Parroquias rurales
- La Unión
- Súa (Cab. en La Bocana)
- Tonchigüe
- Same
- Tonsupa

## Atractivos turísticos
- Atacames es la playa natural más grande del Ecuador y la más cercana a la capital, Quito; por lo que la mayoría de los habitantes de esta ciudad hacen de este balneario el más concurrido y popular del país.

Atacames y sus alrededores ofrecen al turista amplias franjas de playa de arena gris, de varios kilómetros de extensión con marea baja, lo que ofrece un agradable ambiente para practicar deportes de arena o acuáticos, sobre todo el popular surf.
Las excursiones a lugares aledaños son asimismo muy populares entre los turistas.
- Destaca la observación:

De ballenas jorobadas durante los meses de verano,
La visita a bosques y manglares.
La Isla de los Pájaros es un paraíso para los amantes de las aves pues estos animales se encuentran en estado salvaje.
- Cerca de Súa se puede observar un pequeño zoológico con especies animales locales, y en el propio pueblo atacameño se encuentran un pequeño museo y un acuario.

- El acuario marino La vida del mar, ubicado en el malecón de la cabecera cantonal, muestra varias especies propias de la plataforma continental ecuatoriana.

- Tonsupa, con sus modernas y elegantes torres de residencia turística, y varios hoteles de primera clase como Makana Resort, es un destino que ha cobrado auge en la última década entre las clases media alta y alta del norte de la sierra, sobre todo de Quito.

- De igual manera Same, en donde se encuentra el exclusivo Club CasaBlanca, que le confiere al paisaje playero de esa parroquia un pintoresco estilo mediterráneo.

Para llegar a Atacames se puede acceder por la moderna Autopista del Sol, tramo Esmeraldas, que comunica con la vía a Quito.
Un aspecto interesante para los turistas es utilizar como medios de transporte los populares mototaxis para desplazarse entre comarcas.